# 김경 (화가)
김경(金耕, 1922년 ~ 1965년)은 대한민국의 서양화 화가이다. 경상남도 하동 출신이며, 본명은 만두(萬斗)이다.
동경의 니혼대학(日本大學) 미술과에 입학하였다가 중퇴하고 고향으로 돌아와 국민학교 교사생활을 하였다. 1953년 부산에서 동인(同人) 그룹 ‘토벽(土壁)’의 결성에 참가하면서 주로 사실적인 경향에 강렬한 조형의식을 바탕으로 한 성실한 화면을 구축하였다. 1956년 서울로 돌아온 이후 모던 아트의 동인에 참가하면서부터 추상화의 경향으로 전향하여 현대정신의 허망성을 고발하고 그 속에서 생명의 강인한 근원을 발굴하려고 노력하였다. 1959년 제1회 조선일보 현대작가초대전에 출품하는 한편, 모던 아트의 동인전에 6회 출품, 그 뒤 병중에 있으면서도 1964년에 추상화 및 소(牛)를 주제로 한 소품 등 30여점으로 개인전을 가졌다.
작품으로 〈소(牛)〉, 〈모자상(母子像)〉, 〈침식(浸蝕)〉 등 다수가 있다.